# Jürgen Isenberg
Jürgen Isenberg (* 22. Juni 1971) ist ein ehemaliger deutscher Biathlet.
Jürgen Isenberg gewann bei den Junioren-Weltmeisterschaften 1989 in Voss mit Johannes Hackl, Holger Schönthier und Frank Isenberg im Staffelrennen hinter der Staffel aus der Sowjetunion und vor der Vertretung aus der DDR die Silbermedaille. 1990 kam in Sodankylä mit Hackl, Martin Rossberger und Jürgen Wallner hinter der DDR und der Sowjetunion die Bronzemedaille hinzu. Besonders erfolgreich war Isenberg 1991 in Galyatető, wo er im Sprint und mit Peter Sendel, Markus Quappig und Carsten Heymann in der Staffel die Titel gewann. Nach dem Umstieg in den Erwachsenenbereich schaffte Isenberg nicht den ganz großen Durchbruch, konnte aber dennoch einige Erfolge erreichen. Beim zum zweiten Mal ausgetragenen Biathlon-Europacup in der Saison 1989/90 gewann er vor Quappig und Rossberger die Gesamtwertung.